# プロフィールサイト
プロフィールサイト（略称：プロフ、プロフサイト）とは、ウェブ（ウェブサイト）上に自己紹介ページを作成できるサービスの総称。または人物などのプロフィールを掲載・公開している（作成サービスではない）ウェブサイトのこと。

## 解説
自己紹介できるものは自分自身（人物）のみならず、店舗・企業を対象としたサービスも存在する。
自己紹介ページ作成サービスの多くはモバイルサイト上に多く存在する。
既存のプロフィール公開サイトとしては Yahoo!人物名鑑などが挙げられる。